# 이예선
이예선(2007년 7월 11일~)은 대한민국의 배우이자 모델이다.

## 학력
- 인천동방초등학교 (졸업)
- 논곡중학교 (졸업)
- 인천대중예술고등학교 연기예술학과 (재학)

## 출연 작품

### 연기 활동

#### 영화
- 2018년 《명당》 ... 숙이[2] 역
- 2015년 《검은 사제들》 ... 최유현[3] 역
- 2013년 《용의자》 ... 지새봄 역

#### 드라마
- 2017년 KBS2 《마녀의 법정》 ... 어린 장유미 역
- 2016년 MBC 《행복을 주는 사람》 ... 어린 임은희 역
- 2016년 MBC 《운빨로맨스》 ... 어린 심보늬 역
- 2014년 KBS2 《연애의 발견》 ... 어린 안아림 역
- 2013년 KBS2 《왕가네 식구들》 ... 고애지 역
- 2013년 MBC 《스캔들: 매우 충격적이고 부도덕한 사건》 ... 어린 하수영 역
- 2013년 SBS 《사건번호 113》 ... 어린 은혜리 역
- 2013년 SBS 《그 겨울 바람이 분다》 ... 어린 오영 역
- 2012년 MBC 《신들의 만찬》 ... 어린 고준영 / 어린 진짜 하인주 역
- 2011년 KBS2 《공주의 남자》 ... 황세령 딸 역
- 2010년 SBS 《아테나: 전쟁의 여신》 ... 김선화 딸 역
- 2009년 SBS 《그대 웃어요》 ... 서정인 딸 역
- 2008년 KBS2 《아빠 셋 엄마 하나》 ... 송하선 역

#### 뮤지컬
- 2024년 《영웅》 ... 조경순[4] 역

### 이외 단발적 연기 활동

#### CF 광고
- 2008년 《비비안 - 쿠셔닝 볼륨》

### 연기 외 활동

#### 특집 프로그램
- 2023년 《수작(수려하고 아름다운 대중예술 작품의 향연)》 - 한국무용 공연 〈흐르는 빛이 되어.......〉[5]